# Petrosaviaceae
Petrosaviaceae es el nombre de un taxón de plantas ubicado en la categoría taxonómica de familia, utilizado por sistemas de clasificación modernos como el APG III (2009)  y el APWeb (2001 en adelante), y está circunscripto obligadamente al menos por el género Petrosavia. El APG II, de 2003, reconoce esta familia y la asigna a las monocotiledóneas, sin lugar como orden. Soltis et al. (2005) y también el APW la elevan al estatus de orden (Petrosaviales), debido a que es el grupo hermano de todas las monocotiledóneas salvo Acorales y Alismatales, y lo mismo hace el APG III en el 2009. El taxón está circunscripto por dos géneros, Japonolirion y Petrosavia. Japonolirion es fotosintético y ha sido pobremente estudiado, mientras que Petrosavia es aclorofila y micotrófica.

## Descripción
Introducción teórica en Terminología descriptiva de las plantas
Las dos son hierbas (Petrosavia es sin clorofila, micoheterotrófica, sin vasos), rizomatosas con hojas dispuestas en espiral (escamosas en el rizoma). Sin pelos.
Las inflorescencias son racimos con brácteas, con bracteolas sublaterales o sin bracteolas.
Las flores son pediceladas, seis tépalos persistentes con sus dos verticilos ligeramente diferenciados (el externo es un poco más pequeño), cada miembro con una única traza, formando un tubo corto, el androceo inserto en la base de los tépalos o libre, microsporogénesis simultánea, polen monosulcado, de 3 células (y en Japonolirion con la superficie gemada, "gemmate"), tres carpelos diferenciados, ovario súpero o semi-ínfero, parcialmente conado, plicado, siendo la fusión congenital y postgenital, 4-muchos óvulos ana-campilótropos por carpelo, presencia de obturador integumentario, estilos separados, estigma subcapitado o decurrente. 
Nectarios en los septos. 
Frutos foliculares (septicidas en Japonolirion, con el perianto persistente en Japonolirion pero no se sabe si en Petrosavia). Semillas en un arreglo oblicuo, aladas o no.
Con respecto a su anatomía, los plástidos del tubo criboso del floema con cristaloides proteínicos poligonales. El tallo tiene un anillo de haces vasculares. La estela de la raíz es tri o tetrarca.
Japonolirion es fotosintético, pero Petrosavia es aclorofila y micotrófica.
Número cromosómico n = 12, 13, 30 [x = 15]
A la fecha de edición de este artículo (julio de 2008) no había suficiente información sobre el desarrollo de la plántula desde la semilla, ni sobre los caracteres del embrión.

## Ecología
Las plantas de ambos géneros se encuentran en hábitas de alta altitud, en el sur y este de China, en Japón y el oeste de Malasia.

## Filogenia
Introducción teórica en Filogenia
Las relaciones filogenéticas de Petrosaviaceae (Petrosavia y Japonolirion, 4 especies) fueron inciertas hasta recientemente (Chase et al. 2005). Ahora están fuertemente sostenidas como el grupo hermano de todas las monocotiledóneas excepto Acorales y Alismatales, lo cual necesita que sean elevadas al estatus de orden, Petrosaviales (el APG II del 2003 aún las trataba como de posición incierta).
Hasta que el ADN ubicó a los dos géneros juntos (Chase et al. 2000), Petrosavia y Japonolirion no habían sido consideradas como cercanamente emparentadas.
Cameron et al. (2003) revisó la morfología de Petrosavia y Japonolirion y encontró muchas similitudes, entre las que se incluía la falta de carpelos completamente fusionados.

## Taxonomía
Introducción teórica en Taxonomía
La familia fue reconocida por el APG III (2009), el Linear APG III (2009) le asignó el número de familia 43. La familia ya había sido reconocida por el APG II (2003).
Dos géneros:
- Japonolirion con una sola especie,

- Petrosavia con tres especies.

Hasta hace poco los géneros no se habían considerado como parte de un mismo taxón. El APG II del 2003 los asignó a una misma familia, pero anteriormente, en el APG de 1998 cada género estaba ubicado en su propia familia. Dahlgren et al. (1985) había ubicado a Petrosavia en Melanthiales, pero no había listado a Japonolirion en ninguna parte. Takhtajan (1997) había ubicado a Petrosaviaceae en su propio orden en Triurididae, y a Japonoliriaceae en Melanthiales en Liliidae.
Sinónimos:
- Miyoshiales Nakai

- Petrosavianae Doweld

## Evolución
El grupo troncal Petrosaviaceae está datado en unos 126 millones de años hasta el presente, el grupo corona Petrosaviaceae en cerca de 123 millones de años hasta el presente (Janssen y Bremer 2004).

### Lecturas sugeridas
- Tamura, M. N. (1998). «Nartheciaceae».  En K. Kubitzki, ed. The families and genera of vascular plants, vol. 3, Monocotyledons: Lilianae (except  Orchidaceae). Berlin: Springer-Verlag. pp. 381-391. para información general.

- Cameron, K. M.; Chase, M. W., y Rudall, P. J. (2003). «Recircumscription of the monocotyledonous family Petrosaviaceae to include Japonolirion.». Brittonia 55: 214-225.  para información general.

- Stant, M. Y. (1970). «Anatomy of Petrosavia stellaris Becc., a saprophytic monocotyledon.».  En Robson, N. K. B., Cutler, D. F., y Gregory, M., ed. New Research in Plant Anatomy. Nueva York: Academic Press. pp. 147-161. para anatomía.

- Behnke, H.-D. (2003). «Sieve-element plastids and evolution of monocotyledons with emphasis on Melanthiaceae sensu lato and Aristolochiaceae-Asaroideae, a putative dicotyledon sister group.». Bot. Rev. 68: 524-544.  para los plástidos del tubo criboso.

- Remizowa, M.; Sokoloff, D., & Rudall, P. J. (2006). «Patterns of floral structure and orientation in Japonolirion, Narthecium and Tofieldia.». Aliso 22: 159-171.  para morfología de la flor e inflorescencia.

- Remizowa, M.; Sokoloff, D., y Rudall, P. J. (2006). «Evolution of the monocot gynoecium: Evidence from comparative morphology and development in Tofieldia, Japonolirion, Petrosavia and Narthecium.». Plant Syst. Evol. 258: 183-209.  para morfología de la flor e inflorescencia.